# Omul care aduce ploaia (film din 1997)
Omul care aduce ploaia (în engleză The Rainmaker) este un film american dramatic din 1997 scris și regizat de Francis Ford Coppola după un roman omonim de John Grisham din 1995. În rolurile principale joacă actorii Matt Damon, Danny DeVito, Danny Glover, Claire Danes, Jon Voight, Roy Scheider, Mickey Rourke, Virginia Madsen, Mary Kay Place și Teresa Wright în ultimul ei rol într-un film. 

## Cadru
Cuvântul din titlu ploaie este folosit în Statele Unite ale Americii pentru a se referi la avocați, oameni de afaceri și politicieni care aduc mulți bani. Termenul este inspirat de dansul ploii de vară al amerindienilor din America de Nord, în care dansatorul principal este omul care aduce ploaia.
John Grisham descrie comportamentul real în afaceri al anumitor companii de asigurări de sănătate din Statele Unite, care promit multe pentru polițe relativ ieftine, dar fac prea puține sau chiar nimic dacă cineva se îmbolnăvește.
Înainte de începerea filmărilor, Francis Ford Coppola a organizat un proces de două zile pentru a familiariza actorii - mai ales pe Matt Damon și Jon Voight - cu obiceiurile din instanța judecătorească. Actorilor li s-a predat sub supraveghere profesională codul de procedură penală și cum trebuie să se comporte un avocat. Pentru o cât mai mare autenticitate, toate documentele legale au fost imitate cât mai fidel cu cele originale, în unele cazuri chiar de către o firmă de avocatură dedicată.

## Prezentare
Rudy Baylor este absolvent al Universității de Drept din Memphis. Spre deosebire de majoritatea colegilor săi, el nu are un loc de muncă plătit și este nevoit să caute clienți în timp ce lucrează la un bar din Memphis. Disperat după un loc de muncă, este prezentat lui J. Lyman „Bruiser” Stone, un vânător de ambulanță nemilos, dar de succes, care îl face asociat. Pentru a-și primi onorariul, Rudy este obligat să vâneze potențiali clienți la un spital local. Îl întâlnește pe Deck Shifflet, un fost evaluator de asigurări, care a picat examenul de barou de șase ori. Cu toate acestea, Deck este plin de resurse în colectarea informațiilor și este expert în procesele de asigurare.
Rudy găsește un caz de rea credință în asigurare, care ar putea valora câteva milioane de dolari în daune. Când Stone este urmărit de FBI, Rudy și Deck se asociază amândoi. Aceștia deschid un proces în numele unui cuplu de vârstă mijlocie, Dot și Buddy Black, al cărui fiu în vârstă de 22 de ani, Donny Ray, este pe moarte de leucemie, dar ar fi putut fi salvat de un transplant de măduvă, refuzat de compania lor de asigurare, Great Benefit.

Rudy (centru) în fața judecătorului Hale (nu apare în imagine).
De la stânga la dreapta: actorii Danny DeVito, Matt Damon și Jon Voight

Rudy trece examenul de avocatură din Tennessee, dar nu a pledat niciodată un caz în fața unui judecător și a unui juriu. Acum a ajuns să lupte împotriva unui grup de avocați cu experiență dintr-o firmă mare, grup condus de Leo F. Drummond, un avocat care folosește tactici lipsite de scrupule pentru a-și câștiga cazurile. Judecătorul inițial, Harvey Hale, urmează să respingă cazul, deoarece îl vede ca pe un așa-numit caz de „loterie” care încetinește procesul judiciar. Cu toate acestea, un judecător mai binevoitor, Tyrone Kipler, preia cazul atunci când Hale suferă un atac de cord mortal. Kipler, fost avocat pentru drepturile civile, neagă imediat cererea de respingere a companiei Great Benefit.
În timp ce caută noi clienți, Rudy o întâlnește pe Kelly Riker, o soție bătută, ajunsă  în spital din cauza loviturilor dese de bâtă ale soțului ei, Cliff. Rudy o convinge pe Kelly să depună actele pentru divorț, ceea ce duce la o confruntare cu Cliff, în care Rudy este la un pas să-l ucidă în bătaie pe Cliff. Pentru a nu-l implica pe Rudy, Kelly îi spune lui Rudy să plece și apoi îl omoară pe Cliff, după care spune poliției că a fost autoapărare. Procuratura districtului refuză să o acuze penal și ea este liberă.
Donny Ray moare, dar nu înainte de a face o declarație video la el acasă. Cazul se îndreaptă spre proces, în care Drummond primește mărturia vitală a martorului-cheie al lui Rudy, Jackie Lemanczyk, mărturie care ește ștearsă din dosar deoarece se bazează pe un manual furat folosit drept probă. Cu toate acestea, Rudy este hotărât să continuie, iar Bruiser, un fugitiv acum în Caraibe, îi dă o referință către un caz în care probele furate (nu de avocați) pot fi folosite în proces. Pe baza precedentului judiciar, judecătorul admite manualul Great Benefit furat ca probă, acesta conține o secțiune U acum ștearsă în care solicitările către compania de asigurări sunt inițial toate refuzate ca o politică a companiei. Abilitățile lui Rudy de a-l interoga pe președintele Great Benefit, Wilfred Keeley, determină juriul să oblige compania să dea familiei lui Donny Ray nu numai daune efective, ci și daune punitive care sunt mai mari decât beneficiile companiei. Este un mare triumf pentru Rudy și Deck, Keeley fiind arestat de către FBI iar procedurile de investigare ale companiei fiind lansate în mai multe jurisdicții. Cu toate acestea, compania de asigurări declară falimentul, ceea ce îi permite să evite plata daunelor. Nu se face nicio plată pentru părinții îndurerați și astfel nici Rudy nu-și primește onorariul.
Considerând că acest succes va duce la așteptări nerealiste pentru viitorii săi clienți, Rudy decide să renunțe la noua sa meserie și să predea Dreptul. El și Kelly părăsesc orașul împreună, pornind spre un viitor incert, dar luminos, împreună.

## Distribuție
Rolurile principale au fost interpretate de actorii:
- Matt Damon - Rudy Baylor, tânăr avocat din Memphis
- Claire Danes - Kelly Riker, o soție bătută care se va îndrăgosti de Rudy
- Jon Voight - Leo F. Drummond, avocat șef care reprezintă compania de asigurări Great Benefit
- Mary Kay Place - Dot Black, mama lui Donny Ray
- Mickey Rourke - J. Lyman "Bruiser (Boxerul)" Stone, avocat care îi găsește inițial un loc de muncă lui Rudy, dar care fuge în Caraibe după ce este urmărit de FBI
- Danny DeVito - Deck Shifflet, un fost evaluator de asigurări, care a picat examenul de barou de șase ori, practică avocatura ilegal, devine partenerul de afaceri al lui Rudy
- Dean Stockwell - Judecător Harvey Hale, primul judecător al cazului Donny Ray Black vs. Great Benefit, moare după un atac de cord fatal. Acesta intenționa să aprobe cererea de respingere a companiei Great Benefit.
- Virginia Madsen - Jackie Lemanczyk, fostă angajată a companiei Great Benefit care a fost forțată să demisioneze și care depune mărturie la tribunal că politica companiei este de a refuza toate cererile de plată a polițelor.
- Randy Travis - Billy Porter, membru inițial al juruitului. După ce Rudy și Deck își dau seama că au microfoane în birou, înscenează un apel fals de la Billy Porter. La tribunal, Leo F. Drummond insinuează că acesta a vorbit ilegal la telefon cu avocații apărării,  Billy Porter se enervează, îl atacă pe Leo și este dat afară din juriu.
- Roy Scheider - Wilfred Keeley, președintele Great Benefit care încearcă să fugă la sfârșit cu avionul particular dar este prins de FBI
- Red West - Buddy Black, tatăl lui Donny Ray, soțul lui Dot Black
- Johnny Whitworth - Donny Ray Black, victimă a escrocheriilor cu asigurări a companiei Great Benefit, a decedat de leucemie după ce i s-a refuzat banii din asigurare pentru un transplant de măduvă.
- Andrew Shue - Cliff Riker, soțul foarte violent al lui Kelly de care acesta divorțează
- Teresa Wright - "Miss Birdie" Birdsong, o milionară excentrică care vrea să-și dezmoștenească copiii și să dea averea unei vedete TV; Rudy devine avocatul, grădinarul și chiriașul ei; la ea o aduce pe Kelly atunci când aceasta fuge de soțul ei Cliff
- Danny Glover (nemenționat) - Judecătorul Tyrone Kipler, afro-american, fost avocat pentru drepturile civile. Acesta refuză cererea de respingere a companiei Great Benefit. Titlul filmului Omul care aduce ploaia (omul care face să plouă cu bani) face referire la numirea acestuia ca noul judecător al cazului, datorită lui cazul ajunge în instanță și astfel face posibil ca să se ajungă ca juriul să dea un verdict prin care să oblige compania să plătească daune familiei lui Donny Ray (totuși compania declară falimentul și evită plata daunelor).

## Lansare

### Box office
În weekendul premierei, filmul s-a clasat pe locul trei după Anastasia și Mortal Kombat 2: Anihilarea, cu încasări de 10.626.507 $. Filmul a avut venituri de 45.916.769 $ pe piața internă, ceea ce înseamnă că și-a depășit bugetul estimat de producție de 40 de milioane de dolari, dar a fost totuși considerat o dezamăgire pentru o ecranizare a unui roman de Grisham, în special în comparație cu filmul  Firma, care a fost produs cu aproximativ aceeași sumă, dar a avut încasări cel puțin de șase ori bugetul său.

### Recepție critică
Filmul a avut recenzii în general pozitive din partea criticilor, cu un rating de 83% pe Rotten Tomatoes pe baza a 46 de recenzii, cu un scor mediu de 6,9 din 10. Consensul critic al site-ului afirmă: „Învigorat de talentul distribuției și regia puternică a lui Francis Ford Coppola, Omul care aduce ploaia este o dramă legală satisfăcătoare - și, probabil, cea mai bună dintre numeroasele adaptări ale lui John Grisham de la Hollywood”. Pe Metacritic, filmul are un rating de 72 din 100 bazat pe 19 critici, indicând „recenzii în general pozitive”.
Roger Ebert a dat filmului trei stele din patru, remarcând: „M-am bucurat de mai multe din filmele bazate pe romanele lui Grisham... dar am văzut de obicei reflectată mai mult meseria povestitorului decât arta romancierului... Prin păstrarea în atenție a celor mici, Coppola prezintă varietatea vieții unui tânăr avocat, în care fiecare client este important și majoritatea au nevoie de mult mai mult decât de un simplu avocat. James Berardinelli a dat filmului trei stele din patru, spunând că „inteligența și subtilitatea filmului m-a luat prin surprindere” și că filmul „este deasupra oricărei alte adaptări după Grisham”.

### Distincții

#### Nominalizări
Blockbuster Entertainment Awards
- Actor favorit — Drama (Matt Damon)
- Actor favorit în rol secundar — Drama (Danny DeVito)
- Actriță favorită în rol secundar — Drama (Claire Danes)

Premiile Globul de Aur 1997
- Cel mai bun actor în rol secundar (Jon Voight)

Premiile NAACP Image
- Cel mai bun actor în rol secundar - film artistic (Danny Glover)

Premiile Satellite
- Cel mai bun actor în rol secundar - film artistic dramatic (Danny DeVito)

USC Scripter Award
- USC Scripter Award (John Grisham și Francis Ford Coppola)

#### Alte onoruri
Filmul este recunoscut de American Film Institute în următoarele liste:
- 2008: AFI 10 top 10:
  - Nominalizare -  film de dramă cu acțiunea în sala de judecată [10]